# Kittlidiscidae
De Kittlidiscidae zijn een familie van uitgestorven weekdieren uit de klasse van de Gastropoda (slakken).

## Geslacht
- Kittlidiscus O. Haas, 1953 †